# Lijst van Australische historische motorfietsmerken
Dit is een lijst van Australische historische motorfietsmerken zonder eigen artikel.

### ACME
Bennet & Wood, Sydney: Dit bedrijf maakte rond 1950 motorfietsen met Villiers-tweetaktmotoren.

### Aussi-Also
De motorfietsen van Aussi/Also werden tussen 1919 en 1922 geheel in Australië gemaakt, in tegenstelling tot de meeste andere Australische merken, die uitsluitend bestaande Europese of Amerikaanse modellen assembleerden.

### Blake
Een merk waar ook Australische verzamelaars van klassieke motorfietsen geen informatie over hebben.

### Bullock Cycle Works
Dit was oorspronkelijk een fietsenfabriek, in 1896 in Adelaide opgericht door John Bullock, die in Australië beroemd was vanwege zijn goede racefietsen. Heeft een tijdlang motorfietsen gebouwd met Precision-motoren.

### EWB
Dit merk uit het begin van de twintigste eeuw, maakte gebruik van JAP-V-twin-motorblokken.

### Darge
Van het merk Darge is - zoals bij veel Australische merken - vrijwel niets bekend.
Het produceerde in elk geval rond 1906 motorfietsen die waren voorzien van door Paul Kelecom ontwikkelde Antoine eencilinder viertaktmotoren, die door James Hill & Sons werden geïmporteerd.

### Empire
Empire Cycle & Motor Co Adelaide, uit het begin van de twintigste eeuw: Bouwde waarschijnlijk alleen Minerva's in licentie.

### FNR
Zie F.C.

### F.C.
F.C. bracht in 1920 een 3½pk-model uit. Australische klassiekerverzamelaars kunnen verder geen informatie over het merk vinden. Ook wel bekend onder FNR en NSW, dat zou kunnen staan voor New South Wales.

### GCS
George Charles Stilwell, Melbourne (1914-1917): Bouwde voornamelijk verschillende typen JAP V-twins in, onder andere uitvoeringen van 490 en 746 cc.

### Hunter
Ron Hunter was een Australische coureur die eind 1950 verongelukte tijdens een proefrit met een door hemzelf ontworpen 125cc-viertaktracemotor. Zijn broer Maurice nam het project over. In 1952 werd de machine door Jack Johnson in verschillende wedstrijden ingezet.

### Invincible-JAP
Turner Bros, Melbourne (1922–1928): Dit bedrijf maakte motoren waarin meestal de 1000cc-JAP-V-twins waren gemonteerd, een enkele keer echter de 770cc-V-twin en zeer zelden een eencilinder.

### Merlin
Rond 1990 door een knutselaar gebouwde tweecilinder motor met twee cilinders van een Rolls-Royce Merlin V 12-vliegtuigmotor te gebruiken. Dit leverde een motorfiets van 4500 cc op.

### NSW
Zie F.C.

### Pride
F.B Puckridge, Port Lincoln: Dit bedrijf maakte in elk geval tussen 1905 en 1910 motorfietsen. Puckridge maakte in 1904 ook de eerste auto in Zuid-Australië.

### Quirks
Quirks maakte op kleine schaal tussen 1913 tot 1915 496cc-boxermotoren.

### Regnis
Er is vrijwel niets van het merk bekend, maar wel dat er in 1915 een model met een JAP-V-twin van 5 pk werd gemaakt.

### Rose (the Rose)
Rose produceerde in elk geval rond 1906 motorfietsen die waren voorzien van door Paul Kelecom ontwikkelde Antoine eencilinder viertaktmotoren, die door James Hill & Sons werden geïmporteerd. Er is in Australië wel een model uit 1904 met een eencilinder Brown-zijklepmotor gevonden. Deze motorfiets droeg de merknaam “The Rose”.

### Rova-Kent
Eglington & Clarke - Adelaide (1913–1914): Rova-Kent maakte een 496cc-eencilinderkopklepmotor met vier kleppen.

### Sampson
Deze motorfietsen werden geproduceerd door Sampson’s in Adelaide rond 1921. Het is ook in Australië zeer onbekend en de productie bleef waarschijnlijk beperkt tot enkele machines.

### Swastika
Deze firma in Adelaide maakte tussen 1913 en 1916 motorfietsen met zware zijklepmotoren. Die motorblokken kwamen in elk geval voor een deel van JAP.

### The Rose
Zie Rose.

### Victor-Blackburne
Victor-Blackburne-machines werden geproduceerd tussen 1919 en 1921, waarschijnlijk door JAP-dealer J.N. Taylor and Co. in Adelaide. Daarom is het ook vreemd dat de machines voorzien waren van een Blackburne-motorblok.